# Cantó de Llemotges Sent Marçau
El cantó de Llemotges Sent Marçau és un cantó francès del departament de l'Alta Viena, situat al districte de Llemotges. És format per part del municipi de Llemotges.

## Municipis
- Llemotges

## Història
| Data d'elecció                           | Identitat        | Partit           | Qualitat |
| ---------------------------------------- | ---------------- | ---------------- | -------- |
| 1951-1982                                | Louis Longequeue | SFIO, després PS |          |
| 1982-1988                                | Robert Savy      | PS               |          |
| 1988-                                    | Francis Barret   | PS               |          |
| les dades anteriors no són pas conegudes |                  |                  |          |
|                                          |                  |                  |          |

## Demografia
| 1962 | 1968 | 1975 | 1982 | 1990 | 1999 | 2006   |
| ---- | ---- | ---- | ---- | ---- | ---- | ------ |
| -    | -    | -    | -    | -    | -    | 13.049 |